# Munkfors samrealskola
Munkfors samrealskola var en realskola i Munkfors verksam från 1939 till 1971.

## Historia
Skolan inrättades 1926 som en högre folkskola som 1 juli 1932 ombildades till en kommunal mellanskola. 
Denna ombildades från 1946 successivt till Munkfors samrealskola. 
Realexamen gavs från 1933 till 1971.